# Yoshiaki Miyanoue
Yoshiaki Miyanoue (jap. 宮之上 貴昭, Miyanoue Yoshiaki; * 7. Oktober 1953 in der Präfektur Tokio) ist ein japanischer Jazzmusiker (Gitarre).
Yoshiaki Miyanoue beschäftigte sich, seitdem er zehn Jahre alt war, autodidaktisch mit dem Gitarrespiel. In den frühen 1970er-Jahren begann er professionell als Musiker zu arbeiten. 1978 legte Miyanoue sein Debütalbum What’s Happened? Miya (Think!) vor, an dem Naoki Kitajima (Piano), Yuzo Yamaguchi (Bass) und Minoru Sakata (Schlagzeug) mitgewirkt hatten. In den 1980ern folgten die Alben Song for Wes (u. a. mit Philly Joe Jones), Mellow Around (King 1981), Touch of Love (u. a. mit Jimmy Smith) und Dedicated to Wes Montgomery (1985). Er tourte in China, Australien und in den USA; er arbeitete im Laufe seiner Karriere außerdem mit Toshihiko Kankawa, Masato Imazu, Isao Suzuki, Shūji Atsuta, in Kalifornien 1997 mit Andy Simpkins (Presents Yoshiaki Miyanoue’s L.A. Connection, u. a. mit Frank Collett, Sherman Ferguson), in den 2000ern mit Shūji Atsuta, Yoshiki Uta und Makoto Ōta. Nach einer weiteren, Wes Montgomery gewidmeten Produktion (I Remember Wes) nahm er noch ein Soloalbum auf (Reflection - Solo Guitar Alone). Im Bereich des Jazz war er zwischen 1978 und 2015 an 24 Aufnahmesessions beteiligt.

## Diskographische Hinweise
- Song for Wes (King, 1981), mit Philly Joe Jones
- Mellow Around (King, 1981), mit Yuzo Yamaguchi, Minoru Sakata, Masato Kawase, Naoki Kitajima, Takashi Ohi
- Touch of Love (Vap, 1981), mit Jimmy Smith, Kenny Dixon, Hiroshi Hatsuyama, Q. Ishikawa, Yuzo Yamaguchi
- Dedicated to Wes Montgomery (Paddle Wheel, 1985), mit Hideaki Yoshioka, Fumihiko Hirose, Hideto Kanai, Yuzo Yamaguchi, Kazuyoshi Okayama
- Smokin’ (Paddle Wheel, 1991), mit Makoto Oka, Masaaki Imaizumi, Hideaki Yoshioka, Noriaki Matsushima, Dairiki Hara
- I Remember Wes (2011), mit Yuichi Inoue, Akiyoshi Shimizu, Tetsutaro Kude